# Benjamin Choquert
Benjamin Choquert (Nancy, 17 de abril de 1986) es un deportista francés que compite en duatlón.
Ganó cinco medallas en el Campeonato Mundial de Duatlón entre los años 2019 y 2025, y ocho medallas en el Campeonato Europeo de Duatlón entre los años 2018 y 2025, Además, obtuvo una medalla en el Campeonato Europeo de Duatlón de Media Distancia de 2017.

## Palmarés internacional
| Campeonato Mundial | Campeonato Mundial     | Campeonato Mundial | Campeonato Mundial |
| Año                | Lugar                  | Medalla            | Prueba             |
| ------------------ | ---------------------- | ------------------ | ------------------ |
| 2019               | Pontevedra (España)    | Medalla de oro     | Individual         |
| 2022               | Târgu Mureș (Rumania)  | Medalla de plata   | Individual         |
| 2023               | Ibiza (España)         | Medalla de plata   | Individual         |
| 2024               | Townsville (Australia) | Medalla de plata   | Individual         |
| 2025               | Pontevedra (España)    | Medalla de oro     | Individual         |
| Campeonato Europeo |                        |                    |                    |
| Año                | Lugar                  | Medalla            | Prueba             |
| 2018               | Ibiza (España)         | Medalla de plata   | Individual         |
| 2019               | Târgu Mureș (Rumania)  | Medalla de oro     | Individual         |
| 2020               | Punta Umbría (España)  | Medalla de oro     | Individual         |
| 2021               | Târgu Mureș (Rumania)  | Medalla de oro     | Individual         |
| 2022               | Bilbao (España)        | Medalla de plata   | Individual         |
| 2023               | Caorle (Italia)        | Medalla de oro     | Individual         |
| 2024               | Coímbra (Portugal)     | Medalla de bronce  | Individual         |
| 2025               | Rumia (Polonia)        | Medalla de plata   | Individual         |

| Campeonato Europeo | Campeonato Europeo      | Campeonato Europeo | Campeonato Europeo |
| Año                | Lugar                   | Medalla            | Prueba             |
| ------------------ | ----------------------- | ------------------ | ------------------ |
| 2017               | Sankt Wendel (Alemania) | Medalla de bronce  | Individual         |